# Frans de Paula av Liechtenstein
Frans de Paula, prins av Liechtenstein, född 1802 i Wien, död 1887 i Wien. Andre son till furst Johan I av Liechtenstein och Josefa zu Fürstenberg-Weitra.
Stamfar för den nuvarande regerande linjen i Liechtenstein sedan hans sonsons son Frans Josef II av Liechtenstein 1938 övertagit tronen efter Frans de Paulas brors sonson Frans I av Liechtenstein.
Gift i Wien 3 juni 1841 med grevinnan Julie Potocka 1818-1895.

## Barn
1. Alfred Aloys av Liechtenstein 1842-1907 gift med sin kusin Henriette av Liechtenstein
2. Josefina Marie av Liechtenstein 1844-1854
3. Aloys av Liechtenstein 1846-1920 gift med 1) Marie "Mary" Fox, 2) Johanna Elisabeth von Klinkosch
4. Heinrich Karl August av Liechtenstein 1853-1914 ogift